# フランソワ＝ジョセフ・ゴセック
フランソワ＝ジョゼフ・ゴセック（François-Joseph Gossec,1734年1月17日 - 1829年2月16日）は、フランスで活躍したベルギー出身の作曲家、指揮者。長い生涯の間に、バロック音楽の終焉から初期ロマン派音楽の勃興までに遭遇した。
彼は交響曲の大家であり、30曲近くの交響曲を書いたが、現在ではヴァイオリンのための愛らしい小品『ガヴォット ニ長調』ただ1曲によって知られている。パリ音楽院創立の際、作曲の分野における教授として招かれ、共和政・帝政時代の革命歌の作曲家としても歴史的に名を残している。

## 生涯と作品
オーストリア領ネーデルラント（現在のベルギー）の中にあったフランスの飛び地であるエノー州のヴェルニー村（Vergnies）の小さな農家に生まれる。幼児期から音楽への強い志向を見せ、アントウェルペンの聖歌隊員に加わる。1751年にパリに行き、ジャン＝フィリップ・ラモーに見出される。ラモーの裕福なパトロン、ラ・ポプリニエールの私設楽団の指揮者に任命され、フランスで器楽曲の研究をやり直すべく決心する。
1754年に最初の交響曲が上演される。ゴセックはコンデ公のオーケストラの指揮者として、いくつかのオペラや自作を上演する。目覚しい成功によってフランス音楽に自らの影響力を見せ付けた。1760年3月に、コンデ公の妻シャルロット・ド・ロアンが亡くなると、その追悼のために『レクイエム』を作曲し、同年5月に初演した。この曲は演奏に1時間半を要する大作で、これによってゴセックは、一夜にして有名人の仲間入りをした。この作品を称賛したモーツァルトは、1778年のパリ滞在中にゴセックを訪ねて、会見記を父親に書き送った。曰く、「とてもいい友人になりました。とても素っ気ない人でしたが。」
ゴセックは1770年に「コンセール・デ・ザマトゥール Concert des Amateurs 」（「愛好家のための合奏団」の意）を設立し、1773年にはシモン・ルデュックやピエール・ガヴィニエスとともに「コンセール・スピリテュエル Concert Spirituel 」を再編成した。この演奏会のシリーズでゴセックは、自作の交響曲だけでなく、同時代人、とりわけハイドンの作品を指揮したので、ハイドン作品は次第にパリで人気となり、ついにはゴセックの交響楽を凌ぐに至った。
1780年代にゴセックは交響曲の作品数を減らしてゆき、オペラに集中するようになる。1784年に「エコール・ドゥ・シャン École de Chant 」（「唱歌伝道所」の意）を設立、フランス革命の際には、エティエンヌ・メユールとともに救国軍の楽隊指揮者を務め、1795年にパリ音楽院が設立されると、ルイジ・ケルビーニと、そしてまたもやメユールとともに、視学官に任命された。フランス学士院の最初の会員に選ばれるとともに、レジオンドヌール勲章を授与されている。
1815年にワーテルローの戦いでナポレオンが敗北すると、ルイ18世によってパリ音楽院はしばらく閉鎖に追い込まれ、81歳のゴセックも引退を余儀なくされた。音楽院近くで年金暮らしを続けながら、最後の作品となる3曲目の『テ・デウム』の作曲に1817年まで取り組んだ。
しかし一方でフランスの外ではほとんど無名であり、おびただしい数の作品は、宗教音楽も世俗音楽もともに、同時代の、より有名な作曲家の陰に隠れていった。
ゴセックはパリ郊外のパシー（Passy）に没した。葬儀には、かつての同僚ケルビーニも駆けつけた。墓はペール・ラシェーズ墓地にあり、グレトリと、かつての盟友メユールのそばに葬られた。

## 作品
ゴセックは、ロマン派音楽の時代における、オーケストラの拡張や上演における起用人員の膨張傾向、ステージ上・ステージ外における空間配置へのこだわりなどを先取りしている。それは、ゴセック独りのうちで一過性に終わったというより、ベルリオーズを通じて、その後の、とりわけドイツ・ロマン派音楽の展開に影響を与えたというべきかも知れない。1790年の革命1周年を祝う《テ・デウム》は、1200人の歌手と300人の吹奏楽を必要としており、いくつかのオラトリオは、複数の合唱の物理的な配置と分割が指示され、しかもステージの陰には、聴衆から見えない合唱隊も使われている。《共和政の勝利Le Triomphe de la République 》や《自由の賜物L'Offrande à la Liberté 》のようなフランス革命賛美の作品もいくつか遺した。

### 管弦楽曲
- いくつかの楽器のための6つの交響曲 Sei sinfonie a più stromenti 作品4 (1759年)
- いくつかの楽器のための6つの交響曲 Sei sinfonie a più stromenti 作品5 (1761年)
- 6つの交響曲 Six Symphonies 作品6 (1762年)
- 大管弦楽のための6つの交響曲 Six Symphonies à grand orchestre 作品12 (1769年)
- 2つの交響曲 Deux symphonies (1773年)
- 交響曲 第1番 Symphonie n° 1 (1771年頃～1774年)
- 交響曲 第2番 Symphonie n° 2 (1771年頃～1774年)
- 交響曲 ヘ長調 Symphonie en fa majeur (1774年)
- 狩の交響曲 Symphonie de chasse (1776年)
- 交響曲 ニ長調 Symphonie en ré (1776年)
- 交響曲 ニ長調 Symphonie en ré (1777年)
- いくつかの楽器のための協奏交響曲第2番 Symphonie concertante en fa majeur n° 2, à plusieurs instruments (1778年)
- 17声部の交響曲 ヘ長調 Symphonie à 17 parties en fa majeur (1809年)

### 吹奏楽曲
- 葬送行進曲 Marche lugubre (1790年)
- 軍隊交響曲 ヘ長調 Sinfonia militaire (1793年)
- 管楽器のための交響曲 ハ長調 Symphonie en do majeur for wind orchestra (1794年)[3]
- 行進曲『帝国の護り』 Garde impériale

### 室内楽曲
- ヴァイオリンと通奏低音のためのソナタ Sei sonate a due violini e basso 作品1 (1753年頃)
- フルート四重奏曲集 Sei quartetti per flauto e violino o sia per due violini, alto e basso 作品14 (1769年)
- 6つの弦楽四重奏曲 Six Quatuors à deux violons, alto et basse 作品15 (1772年)

### 声楽曲・合唱曲
- レクイエム Messe des morts (Requiem) (1760年)
- 降誕祭 La Nativité, oratorio (1774年)
- テ・デウム Te Deum (1779年)
- Te Deum à la Fête de la Fédération for three voices, men's chourus and wind orchestra (1790年)
- Hymne sur la translation du corps de Voltaire au Panthéon for three voices, men's chourus and wind orchestra (1791年)
- 7月14日の歌 Le Chant du 14 juillet (Marie-Joseph Chénier) for three voices, men's chourus and wind orchestra (1791年)
- Dernière messe des vivants, for four voices, chorus and orchestra (1813年)

### オペラ
- 漁師たち Les pêcheurs (1766年)
- ロジーヌ Rosine, ou L'épouse abandonnée (1786年)
代表作である『ガヴォット ニ長調』は、このオペラの中の曲をウィリー・ブルメスターがピアノ伴奏つきのヴァイオリン独奏曲に編曲したものである。
- 共和制の勝利 Le triomphe de la République, ou Le camp de Grandpré (1794年)